# Rácz Géza (színművész)
Rácz Géza (Debrecen, 1958. augusztus 26. – Budapest, 2016. február 1.) magyar színész.

## Életpályája
Érettségi után a Nemzeti Színház Stúdiójában kezdett színészettel foglalkozni. Színészként 1983-ban végzett a Színház- és Filmművészeti Főiskolán, Marton László osztályában. Pályáját a Vígszínházban kezdte. 1990-től egy évadig a Veszprémi Petőfi Színház tagja volt. 1991-től szabadfoglalkozású művészként dolgozott.

## Fontosabb színházi szerepei
- Déry Tibor – Pós Sándor – Presser Gábor – Adamis Anna: Képzelt riport egy amerikai popfesztiválról... Pokol angyala
- Ion Luca Caragiale: Farsang... Jeremiás Mátyás
- William Shakespeare: Szentivánéji álom... Orrondi
- Sarkadi Imre – Szörényi Levente – Bródy János: Kőműves Kelemen... György
- Dobozy Imre: A tizedes meg a többiek... Dunyhás testvér
- Tankred Dorst: Merlin... Sír Agrawain
- Arthur Miller: Az ügynök halála... Stanley
- Arthur Miller: Pillantás a hídról... Louis
- Mario Vargas Llosa: Pantaleón és a hölgyvendégek... Pulpito Carrasca közlegény
- Horváth Péter – Presser Gábor – Sztevanovity Dusán: A padlás... Meglökő óriásszellem
- Mihail Afanaszjevics Bulgakov: Iván a rettentő... Jakin
- Valentyin Petrovics Katajev: A kör négyszögesítése...Iván
- Jókai Mór – Böhm György – Korcsmáros György: A kőszívű ember fiai... Goldner Fricz
- Harold Pinter: Hazatérés... Joey
- George Bernard Shaw: Szent Johanna... Károly
- Mitch Leigh – Dale Wasserman – Joe Darion: La Mancha lovagja... fogadós
- Félicien Marceau: Tojás... több szerep (Újpest Színház)
- Jean Giraudoux: Trójában nem lesz háború... Ajax (Evangélium Színház)
- Robert Bolt: Egy ember az örökkévalóságnak (Morus Tamás)... Cranmer (Evangélium Színház)
- Illyés Gyula: Fáklyaláng... szereplő (Evangélium Színház)
- Madách Imre: Mózes... Dátán (Evangélium Színház)
- Németh László: Nagy család... Tóth Sándor, villanyszerelő  (Evangélium Színház)

## Tévéfilmek
- Zokogó majom 1-5. (1978; tévésorozat) – Részeg; Mulatozó
- Ítélet előtt – 9. rész: Kezdők (1980)
- Macbeth (1982)
- A kör négyszögesítése (1984) – Iván
- Szellemidézés (1984) – Öcsi
- Tisztújítás (1984) – Virágos György
- Börtönkarrier (1986)
- Kőműves Kelemen (1986) – Ambrus
- Ragaszkodom a szerelemhez (1987) – Tibor
- Szomszédok (1987-1988; tévésorozat) – Dudás

## Szinkronszerepei

### Filmek
| Év   | Cím                                                              | Szereplő                        | Színész             | Szinkron év |
| ---- | ---------------------------------------------------------------- | ------------------------------- | ------------------- | ----------- |
| 1941 | Az utca embere (1. magyar szinkron)                              | John Doe / Long John Willoughby | Gary Cooper         | 1994        |
| 1941 | Tarzan 05.: Tarzan titkos kincse (2. magyar szinkron)            | N/A                             | N/A                 | 2001        |
| 1964 | A Mississippi fekete angyala                                     | N/A                             | N/A                 | 1989        |
| 1964 | Mary Poppins                                                     | Riporter #3 (hang)              | Alan Napier         | 1986        |
| 1973 | A három testőr, avagy a királyné gyémántjai (2. magyar szinkron) | XIII. Lajos király              | Jean-Pierre Cassel  | 1994        |
| 1973 | A rejtelmes sziget (3. magyar szinkron)                          | N/A                             | N/A                 | 1989        |
| 1973 | Pat Garrett és Billy, a kölyök (2. magyar szinkron)              | Rupert                          | Walter Kelley       | 1999        |
| 1974 | A négy testőr, avagy a Milady bosszúja (2. magyar szinkron)      | XIII. Lajos király              | Jean-Pierre Cassel  | 1994        |
| 1974 | Kojak – I/10. rész: Kojak kelepcében                             | N/A                             | N/A                 | 1993        |
| 1978 | A nyomorultak                                                    | Marius                          | Christopher Guard   | 1985        |
| 1986 | Liba-bőr                                                         | N/A                             | N/A                 | 1995        |
| 1988 | Mániákus zsaru (1. magyar szinkron)                              | N/A                             | N/A                 | 1994        |
| 1988 | Rendőrsztori 2.                                                  | N/A                             | N/A                 | 1999        |
| 1991 | A linguini incidens (1. magyar szinkron)                         | N/A                             | N/A                 | 1993        |
| 1991 | Bütyök és családja                                               | Apa                             | Dick Kaysø          | 1993        |
| 1992 | A taxislány                                                      | Amerikai turista                | Pierre Benain       | 1995        |
| 1992 | Interceptor                                                      | Mérnök                          | J. Kenneth Campbell | 1993        |
| 1992 | Vérvörös rúzsnyomok (1. magyar szinkron)                         | N/A                             | N/A                 | 1994        |
| 1993 | A bérgyilkosnő                                                   | Victor, a takarító              | Harvey Keitel       | 1994        |
| 1993 | A meteorember                                                    | N/A                             | N/A                 | 1994        |
| 1994 | Al Capone kincse (1. magyar szinkron)                            | N/A                             | N/A                 | 1996        |
| 1996 | Végképp eltörölni                                                | N/A                             | N/A                 | 1997        |

### Rajzfilmek
| Év   | Cím                           | Szereplő      | Szinkronhang      | Szinkron év |
| ---- | ----------------------------- | ------------- | ----------------- | ----------- |
| 1985 | Csillagvadász: Orin legendája | Boro          | Thomas H. Watkins | 1993        |
| 1987 | Alice varázslatos tükre       | Szörny        | Clive Revill      | 1993        |
| 1991 | A hercegnő és a kobold        | Kutyás kobold | N/A               | 1991        |

### Rajzfilmsorozatok
| Év        | Cím                                             | Szereplő                         | Szinkronhang  | Szinkron év |
| --------- | ----------------------------------------------- | -------------------------------- | ------------- | ----------- |
| 1965-1966 | Atom Anti                                       | Fekély Bolha                     | Don Messick   | 1989        |
| 1965-1966 | Atom Anti                                       | Hangya-dombi banda vezetője      | Allan Melvin  | 1989        |
| 1969      | A rózsaszín párduc show I. (1. magyar szinkron) | Biztonsági őr a rakéta állomáson | N/A           | 1986        |
| 1969      | A rózsaszín párduc show I. (1. magyar szinkron) | Hordár                           | Paul Frees    | 1986        |
| 1981      | Könyvek könyve I.                               | N/A                              | N/A           | 1992        |
| 1981      | Mickey és Donald                                | Tiki, Niki és Viki               | Clarence Nash | 1987        |
| 1983      | Csip-csup csodák                                | N/A                              | N/A           | 1988        |
| 1985      | Az elsüllyedt világok I.                        | Gladiátor                        | N/A           | 1988        |
| 1985      | Punky Brewster I/1, 3-4, 9.                     | Avery Bigelow                    | N/A           | 1988        |
| 1985-1986 | Kissyfur I/1-2, 5, 8.                           | Beehonie apjaToot apja           | N/A           | 1988        |